# SORGENTI
SORGENTI（ソルジェンティ）は、日本の歌手グループ。兄・Mitsuhiro（木坂 光弘）と弟・Hiroshi（木坂 寛）の二人による兄弟音楽ユニット。山口県山陽小野田市出身。所属レーベルはBrowns label、マネジメント会社はBrowns Management / (株)赤兎馬。

## メンバー
- Mitsuhiro（木坂 光弘、1983年2月3日（42歳））
  - 血液型A型
- Hiroshi（木坂 寛、1988年3月18日（37歳））
  - 血液型A型

## 概要
山口県出身の兄弟ユニット。兄Mitsuhiroは作曲、弟Hiroshiは作詞を担当。グループ名のSORGENTIとは、イタリア語で「湧き出る泉」という意味があり、「たくさんの音楽を生み出し、一人一人の心に届けたい」という2人の想いが込められている。
個々でアーティスト活動をしていたが、2003年に受けた長崎スターライトクリスマスオーディション審査員の一言をきっかけに2人で歌い、最優秀賞に輝く。2007年から「SORGENTI」として本格的に活動を開始。地元で着実にキャリアを積み重ねながらファンを増やしてゆく。2009年に東京お台場で行われた新人発掘オーディション「DAIBA MUSIC FACTORY 2009」での優勝を機に東京へ活動拠点を移し、2011年1月にWebKooから1st ミニアルバム「ソルジェンティ」をリリース。地元でのデビューライブを渡辺翁記念会館にて行い、1200人以上を動員。2013年には、3rdシングル「言えない気持ち」のMVがテレビ番組「Music B.B.」で全32局にて4週にわたってオンエア、同収録曲の「Beasty」 は発売前から東京ドームの巨人戦の際に流され、山口県内や関東を中心に各地で精力的にライブを行っている。

## 経歴
- 2003年
  - 12月：長崎スターライトクリスマスオーディション審査員の一言をきっかけに、兄弟で歌い始める。
- 2007年
  - 4月：ユニット名を「木坂兄弟」から「SORGENTI」に変更。
  - 9月：シングル「HikaRi」でインディーズデビュー。1,000枚を2ヶ月で完売。
  - 11月：SORGENTI名義としては初のライブを1st チャリティライブとして山陽小野田市文化会館で開催し[4]、約600人動員。ミニアルバム「eterno」リリース。
- 2008年
  - 9月：初のDVD「sorgenti first charity live DVD」リリース。
  - 12月：シングル「冬のうた」リリース。
- 2009年
  - 4月：アルバム「GIURAMENTO」リリース。
  - 4月10日：「GIURAMENTO」収録の「SEED 〜to everyone around me〜」が山口朝日放送の新番組『シネキング』プレゼントコーナーテーマ曲に使用される。
  - 9月：第2回新人アーティスト発掘コンテスト「DAIBA MUSIC FACTORY 2009」グランプリ獲得。
- 2010年
  - 5月：山口県長門市にて「SORGENTI LIVE in ラポールゆや」を開催。貸切バス「SORGENTI EXPRESS」を運行し、約500人動員。
  - 10月21日：ウェブクウからのリリースが決定。山口県庁内にある県政記者クラブで記者会見を行い、メディア各局に取り上げられる。
  - 12月25日：山口県宇部市の国際ホテル宇部にてディナーショー「国際ホテル★X'mas Party」を開催。史上最速でチケット完売。
  - 12月7日：GREEアプリ「キャッチ・ザ・ウィンター」リリース。 [運営元：(株)赤兎馬]
- 2011年
  - 1月：FM山口「PUSH ONE」、FM NACK5「パワーセレクション」に「MUGEN」が決定し放送された。
  - 1月9日：TOKYO FM「au ONAIR MUSIC CHART」のAREA RECOMMENDSで「MUGEN」が全国38局で放送された。
  - 1月19日：1st ミニアルバム「ソルジェンティ」をWebKooからリリース。発売日19日のオリコンアルバムデイリーチャートで初登場48位。23日には36位に上昇。26日には新星堂週間チャートにて【総合週間チャート】12位、【J-POP週間チャート】10位にランクイン。
  - 1月22日：山口県宇部市の渡辺翁記念会館で「SORGENTI デビュー記念Special Live」を開催。1200人以上を動員。
  - 1月27日：山口放送「熱血テレビ」で「SORGENTI デビュー記念スペシャルライブ」放送。
  - 7月：FM NACK5「パワーセレクション」に「SEED」が決定し放送された。
  - 7月27日：フルアルバム「BLOOMING SEEDS」リリース。
  - 12月3日：関東初ワンマンライヴ「SORGENTI Special Live in Tokyo」開催。
- 2012年（平成24年）
  - 1月24日：1stシングル「Miss You」同日付オリコンシングルデイリーチャートで初登場29位。25日付新星堂週間シングルチャートで初登場13位。2月1日付新星堂週間シングルチャートで22位。1月24日 - 30日の明屋書店ウィークリーチャートで初登場2位。2月6日付オリコン「2012年1月23日〜2012年1月29日のCDシングル週間ランキング」にて初登場84位。
  - 2月3日：「Miss You」が山口朝日放送『シネキング』プレゼントコーナーテーマ曲として放送開始。
  - 6月：SORGENTI・KIICHI・Merry Brotherzの3組で3日間のツアーライヴを行う。コンピレーションアルバム 「O.H.Y.」を会場・WEB限定でリリース。
  - 11月：「SORENTV」チャンネル開設・スマホアプリ配信。
  - 11月14日：2ndシングル「Find a DREAM」リリース。同日付オリコンシングルデイリーチャートで初登場41位。18日付オリコンシングルデイリーチャートで39位。26日付オリコン「2012年11月12日〜2012年11月18日のCDシングル週間ランキング」にて初登場108位。
  - 11月中旬： DVD「O.H.Y. Tokyo Final Tour 2012」リリース。〔販売元: Browns Management〕
  - 11月17日：2ndシングル「Find a DREAM」リリースイベントを山口県宇部市のCOSMO PLAZA HALLにて開催。

- 2013年
  - 3月1日：2012年12月8日に開催された2度目の東京ワンマンライブを収録したDVD 「SORGENTI SPECIAL LIVE in TOKYO 2012」を会場・WEB限定でリリース。
  - 3月29日：3rdシングル「言えない気持ち」の音源がFM山口「nico2Friday」にて解禁。FM山陽小野田「つかさの今日も元気だ!」にて収録曲の他2曲も解禁。
  - 4月中旬：東京ドームの巨人戦にて「言えない気持ち」収録曲「BEASTY」が使用された。
  - 4月18日：「言えない気持ち」のMVが、テレビ番組「Music B.B.」全32局にて5月6日 - 6月2日の間、放送されることが発表された。
  - 4月19日：ファンクラブ「famiglia」公式サイト・メールマガジン始動。
  - 4月20日：株式会社アデランス創立45周年記念イメージソングに抜擢されたことを自身の結成6周年記念イベントにて発表。同月16日には式典に出席、歌唱。
  - 4月21日：MEGARYU,Da-iCE,YU-A,girl next door,SEAMO,Milky Bunny出演の野外フェス「SPRING LIVE 2013 in sanyoonoda 」にてオープニングアクトを務める。
  - 4月26日：souljuiceとのコラボ楽曲「767 (feat. Sorgenti)」がiTunesにて配信開始。
  - 5月10日：福岡県のキャナルシティ博多B1Fサンプラザステージにて「言えない気持ち」予約インストアライブを開催。
  - 5月13日：FM NACK5パワーセレクションとして約1ヶ月間毎日放送された。
  - 5月15日：「言えない気持ち」リリース。16日付オリコンシングルデイリーチャートで41位。
  - 5月19日：「言えない気持ち」発売記念LIVEを山口県下関市のショッピングセンターシーモール下関シーモールホールにて開催。
  - 5月23日：「言えない気持ち」が新星堂CDシングル週間ランキング7位にランクインし、同曲MVが千葉テレビ「ハピはぴモーニング〜ハピモ〜」コレミテCDランキング内にて放送された。
  - 5月24日：「言えない気持ち」が山口朝日放送『シネキング』プレゼントコーナーテーマ曲として放送された。
  - 5月26日：「言えない気持ち」リリースパーティを埼玉県川口市のSHOCK ONにて開催・ゲスト：入来院 真嗣 From 腹筋学園。
  - 5月27日：「言えない気持ち」が同日付オリコン「2013年5月13日〜19日のCDシングル週間ランキング」にて初登場107位。
  - 7月14日：ファンクラブ「famiglia」開設後、初のファンクラブイベントを東京都中央区月島にあるもんじゃ わらしべで開催。
  - 7月20日：地元山口県でのファンクラブ限定イベントを開催し、ミニ・アルバムの発売を発表。DVD「SORGNETI Music Video Collection vol.1」をリリース。
  - 8月15日：Browns labelより、ミニ・アルバム『SUNRISE』『SUNSET』2枚同時リリース。
  - 9月15日：souljuiceのTakashi × SORGENTIのHiroshiによるニュープロジェクト"ZEUS"始動。デビューミニアルバム「Alive」を発売。
  - 11月1日：ファンクラブ限定Blu-ray、DVD「THE ROOTS OF SORGENTI」リリース。〔販売元: Browns label〕
- 2014年
  - 12月：県輩出の著名人として山口県から委嘱され、山口ふるさと大使に就任した[5]。

## 発表作品

### インディーズ作品
| 発売日         | タイトル                        | 備考         |
| 2007年9月8日   | HikaRi                          | CDシングル   |
| 2007年11月27日 | eterno                          | ミニアルバム |
| 2008年9月28日  | sorgenti first charity live DVD | ライブDVD    |
| 2008年12月27日 | 冬のうた                        | CDシングル   |
| 2009年4月19日  | GIURAMENTO                      | フルアルバム |

### ミニアルバム
| 枚  | リリース日    | タイトル       | 製品番号  | レーベル     |
| --- | ------------- | -------------- | --------- | ------------ |
| 1st | 2011年1月19日 | ソルジェンティ | WKCL-3049 | WebKoo       |
| 2nd | 2013年8月15日 | SUNRISE        | BRL-1002  | Browns label |
| 3rd | 2013年8月15日 | SUNSET         | BRL-1003  | Browns label |

### フルアルバム
| 枚  | リリース日     | タイトル                                | 製品番号  | レーベル                                  |
| --- | -------------- | --------------------------------------- | --------- | ----------------------------------------- |
| 1st | 2011年7月27日  | BLOOMING SEEDS                          | WKCL-3050 | WebKoo                                    |
| 2nd | 2015年3月27日  | Birth                                   | GPA -1003 | GPA records ( otomirize,inc. )            |
| 3rd | 2016年4月5日   | 桜歌                                    | GPA -1006 | GPA records ( otomirize,inc. )            |
| 4th | 2016年11月19日 | 雪歌                                    | SORG-1002 | SORGENTI record (otomirize entertainment) |
| 5th | 2017年12月16日 | 契歌 SORGENTI-桜- BEST ALBUM 2014〜2017 | SORG-1006 | SORGENTI record (otomirize entertainment) |
| 6th | 2019年11月23日 | 詠歌                                    | SORG-1011 | SORGENTI record (otomirize entertainment) |
| 7th | 2023年6月11日  | 讃歌                                    | SORG-1015 | SORGENTI record (otomirize entertainment) |

### シングル
| 枚   | リリース日     | タイトル                | 製品番号  | レーベル                                  |
| ---- | -------------- | ----------------------- | --------- | ----------------------------------------- |
| 1st  | 2012年1月25日  | Miss You                | WKCL-7084 | WebKoo                                    |
| 2nd  | 2012年11月14日 | Find a DREAM            | WKCL-7112 | WebKoo                                    |
| 3rd  | 2013年5月15日  | 言えない気持ち          | WKCL-7127 | WebKoo                                    |
| 4th  | 2014年4月23日  | voyage                  | BRL-1009  | Browns label                              |
| 5th  | 2014年9月9日   | 上弦の月                | BRL-1010  | Browns label                              |
| 6th  | 2014年11月10日 | Believe in love         | GPA-1001  | GPA records (otomirize,Inc.)              |
| 7th  | 2015年11月21日 | ALL OUT〜未来への継承〜 | GPA-1004  | GPA records (otomirize,Inc.)              |
| 8th  | 2016年1月16日  | Verre Rouge             | GPA-1005  | GPA records (otomirize,Inc.)              |
| 9th  | 2016年9月2日   | 夏薊                    | SORG-1001 | SORGENTI record (otomirize entertainment) |
| 10th | 2016年12月30日 | 雪模様                  | SORG-1003 | SORGENTI record (otomirize entertainment) |
| 11th | 2017年4月22日  | 乱舞-RANBU-             | SORG-1004 | SORGENTI record (otomirize entertainment) |
| 12th | 2017年8月1日   | 夏きにけらし            | SORG-1005 | SORGENTI record (otomirize entertainment) |
| 13th | 2018年8月22日  | しのぶれど              | SORG-1007 | SORGENTI record (otomirize entertainment) |
| 14th | 2019年5月15日  | 傀儡                    | SORG-1008 | SORGENTI record (otomirize entertainment) |
| 15th | 2019年8月1日   | 橙花繚乱                | SORG-1009 | SORGENTI record (otomirize entertainment) |
| 16th | 2019年8月28日  | KAGURA                  | SORG-1010 | SORGENTI record (otomirize entertainment) |
| 17th | 2020年10月21日 | 流水桜                  | SORG-1013 | SORGENTI record (otomirize entertainment) |
| 18th | 2021年7月25日  | 錦 -NISHIKI-            | (配信)    | SORGENTI record (otomirize entertainment) |
| 19th | 2022年9月6日   | ちょうだい              | (配信)    | SORGENTI record (otomirize entertainment) |
| 20th | 2022年12月4日  | 賽                      | (配信)    | SORGENTI record (otomirize entertainment) |
| 21st | 2023年3月18日  | はなむけ                | (配信)    | SORGENTI record (otomirize entertainment) |

### ミュージック・カード
| 枚  | リリース日    | タイトル                | レーベル                       |
| --- | ------------- | ----------------------- | ------------------------------ |
| 1st | 2015年11月1日 | ALL OUT〜未来への継承〜 | GPA records ( otomirize,inc. ) |
| 2nd | 2016年1月9日  | Verre Rouge             | GPA records ( otomirize,inc. ) |
| 3rd | 2016年4月2日  | 桜歌                    | GPA records ( otomirize,inc. ) |

## 出演

### TV
- GO!GO!サタデー、シネキング、Jチャンやまぐち（山口朝日放送）
- tysスーパー編集局（テレビ山口）
- KRYさわやかモーニング、スクープアップやまぐち、熱血テレビ、24時間テレビ 「愛は地球を救う」（山口放送）
- SORGENTV（ODAIBA TV）
- ほちゃTV
- 萩ケーブルネットワーク
- 人気もん!（テレビ新広島）
- ヒルナンデス!（日本テレビ）※Hiroshiのみ
- ALL ザップ（BSスカパー!）

他、多数

### CM
- 山口県3局（KRY、TYS、YAB）トヨタカローラ山口「AQUA」 出演 ※Hiroshiのみ(2012年3月)

### ラジオ
- エフエム山口、エフエムナックファイブ、ベイエフエム、エフエム富士、コミュニティエフエム下関、FM KITA-Q、エフエム周南、FMながと、エフエム萩、エフエムきらら、FM山陽小野田、有線放送CANシステム「本当はもっとおしゃべりタイム」

他、多数